# NanoVM
NanoVM — открытая реализация виртуальной машины Java. Изначально разрабатывалась для микроконтроллеров Atmel AVR ATmega8, использующихся в роботе Asuro. Затем была портирована для роботов C't-Bot и Nibo и легко может быть портирована на другие системы на базе микроконтроллеров AVR.
NanoVM использует почти 8 кбайт памяти программ (то есть всю флеш-память в случае ATmega8) и 256 байт ОЗУ. Каждый пользовательский .class обрабатывается конвертером NanoVM, который преобразует его в один файл байткода. Затем при помощи специальных инструментов байткод передаётся в устройство по последовательной линии. Для этого применяется загрузчик NanoVM, который записывает байткод в EEPROM-память микроконроллера. В качестве альтернативы также можно использовать внутрисхемные программаторы, например, PonyProg.